# Sloane Street
Sloane Street és un carrer de Londres orientat nord-sud des de Knightsbridge fins a Sloane Square; creua Pont Street més o menys a la meitat i està situada completament en el districte reial de Kensington i Chelsea. Sloane Street deu el seu nom a Sir Hans Sloane, que va adquirir els terrenys veïns el 1712. Nombrosos immobles del carrer són encara propietat dels seus descendents, els comtes Cadogan, a través de la Societat Cadogan (Cadogan Estates ).
Sloane Street ha estat molt de temps el carrer de les botigues de moda, en particular en la seva part nord, a prop de Knightsbridge que es coneix familiarment com Upper Sloane Street . Des dels anys 1990, la notorietat de Sloane Street encara ha crescut, sent comparable a Bond Street, que durant dos segles ha estat el carrer comercial més luxós de Londres. A Sloane Street s'hi troben actualment les marques més prestigioses del món de la moda.
Sloane Street i Sloane Square són l'origen de la denominació Sloane Ranger's (joc de paraules amb Lone Ranger), joves dones de la classe alta anglesa que sovint es trobaven al barri. Es tracta més o menys de l'equivalent femení dels Hooray Henry , terme que designa gent jove de les classes benestants, alumnes de les escoles públiques angleses.
La meitat nord del carrer es troba a prop de Knightsbridge i s'hi troben blocs residencials elegants d'estil modern, l'entrada dels quals és vigilada permanentment per porters, com l'hotel Cadogan i l'hotel Millennium. A l'oest del carrer, sobre Basil Street i Hans Crescent es troben a prop els grans magatzems Harrods. A l'altra banda del carrer, anant cap a l'est hom es troba immediatament amb Lowndes Square.
La meitat sud del carrer és de caràcter molt més individual, amb un cert nombre d'immobles en maó vermell típics de l'estil holandès de Pont Street, construïts al segle xix pel comte Cadogan, acollint elegants pisos. En la part residencial més exclusiva del carrer, situada entre Sloane Square i Cadogan Place, hi ha algunes cases individuals. Al començament de l'any 2007, algunes propietats d'aquest sector han estat venudes a més de 2.500 lliures el peu quadrat amb crèdits a llarg termini.
Entre els edificis més destacables hi ha l'església de la Santa Trinitat de Sloane Street ( Holy Trinity Sloane Street ) de l'arquitecte victorià JD Sedding, l'ambaixada reial de Dinamarca concebuda per Arne Jacobsen, i l'ambaixada del Perú.